# George William Crump
George William Crump (* 26. September 1786 im Powhatan County, Virginia; † 1. Oktober 1848 ebenda) war ein US-amerikanischer Politiker. In den Jahren 1826 und 1827 vertrat er den Bundesstaat Virginia im US-Repräsentantenhaus.

## Werdegang
George Crump besuchte zunächst das Washington College in Lexington,  aus dem später die Washington and Lee University hervorging. Im Jahr 1805 absolvierte er das Princeton College. Daran schloss sich zwischen 1806 und 1808 ein Medizinstudium an der University of Pennsylvania in Philadelphia an. Gleichzeitig schlug er als Mitglied der Demokratisch-Republikanischen Partei eine politische Laufbahn ein. Zwischen 1817 und 1822 sowie nochmals von 1825 bis 1828 saß er im Abgeordnetenhaus von Virginia. In den 1820er Jahren schloss er sich der Bewegung um den späteren US-Präsidenten Andrew Jackson an.
Nach dem Rücktritt des Abgeordneten John Randolph wurde Crump bei der fälligen Nachwahl für den fünften Sitz von Virginia als dessen Nachfolger in das US-Repräsentantenhaus in Washington, D.C. gewählt, wo er am 21. Januar 1826 sein neues Mandat antrat. Da er bei den regulären Kongresswahlen des Jahres 1826 nicht bestätigt wurde, konnte er bis zum 3. März 1827 nur die laufende Legislaturperiode im Kongress beenden. Im Jahr 1832 wurde Crump von Präsident Jackson zum Leiter (Chief Clerk) des Rentenbüros ernannt. Dieses Amt bekleidete er bis zu seinem Tod am 1. Oktober 1848.